# Emil Steinbach
Emil Steinbach   (Boxberg, 15 de novembre de 1849 - Magúncia, 6 de desembre de 1919) fou un músic alemany. Era germà del també compositor Fritz Steinbach.
Estudià en el Conservatori de Leipzig i fou director de la banda municipal de Baden, i des de 1898 de l'orquestra del Teatre de l'Òpera de Magúncia. Gaudí de gran anomenada coma director de música wagneriana.
Va compondre molta música de cambra i per a orquestra, així com nombrosos lieder.